# Grandi Motori Trieste
La société Grandi Motori Trieste était une des sociétés productrices de moteurs Diesel parmi les plus importantes au monde. Elle était spécialisée dans les moteurs de très forte cylindrée pour navires et autres puissances aux besoins énormes. Cédée en 1999 au groupe finlandais Wärtsilä Corporation, la société a été rebaptisée Wärtsilä Italia. Elle reste le plus important constructeur de moteurs Diesel de fortes puissances du groupe. Son siège social et ses usines de production sont restées à Trieste. 
La société produit, en plus des moteurs marins, des moteurs Diesel et Diesel/gaz naturel, des moteurs pour des générateurs pour centrales électriques de 5 à 500 MégaWatt ainsi que des moteurs pour des groupes électrogènes de forte puissance.
Les établissements implantés à Trieste occupent une surface de 530 000 m2 dont 150 000 couverts, c'est le plus grand centre d'Europe dans son domaine. Le groupe comprend également un réseau de services dans les ports italiens de Gênes, Livourne, Civitavecchia, Naples, Messine, Palerme et Tarente. Le groupe comprend environ 1 500 salariés. 

## Histoire
Depuis le milieu du XIXe siècle, Trieste a toujours été considérée comme une implantation stratégique pour la construction navale en fonction de l'activité florissante de ses activités portuaires. Ceci fut vérifié car en peu d'années Trieste devint le port principal de l'Empire austro-hongrois.

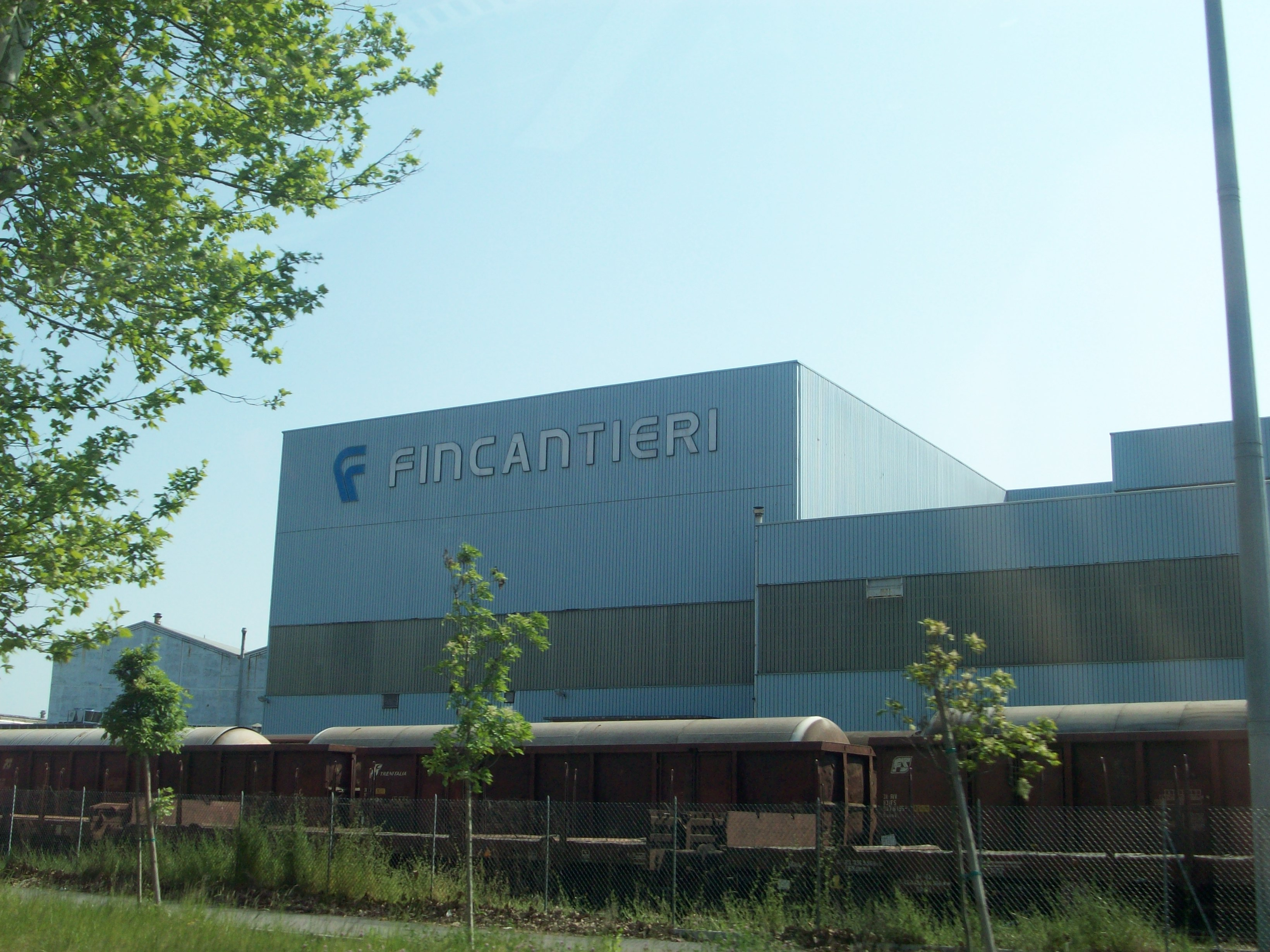
Le siège de Fincantieri à Trieste

En 1830, l'Autrichien Georg Strudthoff créa un petit atelier de réparations de moteurs navals à vapeur et, en 1835, il créa à Sant'Andrea, tout près de Trieste, une usine de moteurs ainsi qu'une fonderie pour la production de machines à vapeur. Ces activités prenant de l'ampleur, elles seront rapidement intégrées dans la Fabbrica Macchine « Sant'Andrea » de Trieste.
En 1857, Georg Strudthoff installa dans le port de Muggia un chantier naval sur un terrain que sa famille avait acquis en 1850, situé à côté de la chapelle de San Rocco, dans le but de créer une nouvelle activité, mais qui n'eut pas de suite, et qui s'appellera Chantier San Rocco. En 1858, les deux activités de Georg Strudthoff furent réunies sous le même ensemble industriel qui sera baptisé « Stabilimento Tecnico Triestino ».
Au lendemain de la Première Guerre mondiale, et la rétrocession de Trieste à l'Italie le 18 septembre 1930, l'ensemble Stabilimento Tecnico Triestino fut repris par la société anonyme « Cantieri Riuniti dell'Adriatico » qui sera intégrée en 1933, dans le mastodonte public italien IRI.
Après la Seconde Guerre mondiale et la difficile période de reconstruction de l'Italie, dès le début des années 1960, le gouvernement italien élabora un plan stratégique pour réorganiser la construction navale qui se devait d'occuper une place importante dans le monde.
Pour mener à bien cette tâche complexe, une partie des « Cantieri Riuniti dell'Adriatico » sera incorporée dans la société Italcantieri et le reste allait constituer une nouvelle société mixte Grandi Motori Trieste.
C'est en octobre 1966 que les Présidents de Fiat, Vittorio Valletta et de l'IRI signèrent la création de la société mixte Grandi Motori Trieste dans laquelle furent intégrées les sociétés ou activités :
- Fiat Grandi Motori,
- Ansaldo Grandi Motori,
- la partie des « Cantieri Riuniti dell'Adriatico » non incorporés dans Fincantieri.

La société était détenue à parts égales entre l'IRI et le groupe FIAT. La société racheta également "Fabbrica Macchine Sant'Andrea" qui vint conforter la suprématie de l'ensemble. L'accord prévoyait par contre la création d'une nouvelle usine à Bagnoli della Rosandra, sur la commune de San Dorligo della Valle, dans la province de Trieste à la frontière avec l'actuelle Slovénie. Toutes les productions furent déplacées vers le nouvel établissement et l'ancienne usine a été réhabilitée pour devenir le centre décisionnel de Fincantieri. 
La société « Grandi Motori Trieste », seule spécialiste italienne des très grands moteurs a vu l'IRI transférer sa participation de 50 % à sa filiale Finmeccanica puis, en 1984 la société fut intégrée dans le groupe Fincantieri après que Fiat eut décidé de lui céder ses parts. Fincantieri déplacera une bonne partie de sa production dans le sud, à Bari, dans les ateliers de Isotta Fraschini Motori, société aussi spécialisée dans la construction de moteurs de fortes puissance, contrôlée par Fincantieri.
En 1999, l'IRI décida de vendre ce qui restait de « Grandi Motori Trieste » qui sera achetée par le groupe finlandais Wärtsilä. 
L'usine de Bagnoli della Rosandra a abrité provisoirement le siège de Wärtsilä Italia SpA en 2000. Ce site reste une référence dans le domaine de la construction navale internationale. Le siège social est revenu à Trieste dès l'an 2001.
Au vu de la qualité des productions des usines italiennes, la direction de Wärtsilä a décidé de transférer progressivement toutes les productions de l'ex divion moteurs Sulzer, renommée Wärtsilä NSD (New Sulzer diesel) chez Grandi Motori Trieste à partir de 2001.

## Activités et produits
- Moteurs Diesel 4 temps type W46 et W64 à usage maritime et production d'énergie électrique,
- Moteurs Diesel 4 temps type W50DF (bifuel) à usage maritime et production d'énergie électrique,
- Moteurs Diesel 4 temps type W26 et W38B pour propulsion navale,
- Groupes Électrogènes type W200 pour production d'énergie électrique à bord des navires et propulsion Diesel-Électrique de navires militaires.
- Éoliennes marines à partir de 2010.

En fin d'année 2006, l'usine de Trieste a livré le moteur Diesel le plus puissant au monde, le modèle RTA96-C. C'est un moteur turbodiesel 2 temps, des variantes seront proposées allant de 6 à 14 cylindres en ligne, pour une utilisation navale, surtout destinée aux navires porte-conteneurs.
Quelques données techniques : chaque cylindre a un volume de 1 820 000 cm3, soit 1,82 m3 !, le moteur dans sa version complète à 14 cylindres est un 25 480 litres, sa puissance est de 108 920 ch, le couple maxi est de 7,6 millions de newtons-mètres au régime de 102 tours par minute. Son poids est de 2 086 tonnes et sa consommation au régime économique est d'environ 6 000 litres par heure de gazole standard. Son rendement dépasse de peu les 50 %, soit un des meilleurs pour ce type de cylindrée.